# Ian Duncan, barone Duncan di Springbank
Ian Duncan, barone Duncan di Springbank (13 febbraio 1973), è un politico britannico.

## Biografia
Duncan è cresciuto ad Alyth, Perthshire e lì ha frequentato la Alyth High School. Ha studiato geologia presso l'Università di St. Andrews e ha conseguito un dottorato di ricerca in paleontologia presso l'Università di Bristol. Prima di iniziare la sua carriera politica, Duncan ha lavorato per BP, per la Scottish Fishermen's Federation e per lo Scottish Refugee Council. Dal 2005 al 2011 è stato a capo dell'Ufficio UE del Parlamento scozzese e a partire dal 2014 è membro del Parlamento europeo. È membro della commissione per l'ambiente, la sanità pubblica e la sicurezza alimentare e vicepresidente della delegazione per le relazioni con i paesi dell'Asia meridionale.
Nelle prime elezioni generali del 2017, Duncan ha corso nel collegio elettorale di Perth and North Perthshire. Con una differenza di soli 21 voti, è stato sconfitto il giorno delle elezioni dall'incombente politico dell'SNP Pete Wishart.
È apertamente omosessuale e attivista di LGBTory, un'organizzazione che opera sotto il Partito Conservatore.